# Mara Selvini Palazzoli
Mara Selvini Palazzoli (Milano, 15 agosto 1916 – Milano, 21 giugno 1999) è stata una psichiatra italiana, capogruppo della cosiddetta "Scuola di Milano" o Milan Approach, portata avanti assieme a Gianfranco Cecchin, Luigi Boscolo e Giuliana Prata. Viene ricordata in particolare per il suo lavoro con le anoressiche e con le famiglie di schizofrenici, avendo come riferimento le teorie sistemiche e costruttiviste.

## Biografia
Nata il 15 agosto 1916 da Daniele Palazzoli e Italia Faccioli che si occupavano di numerose attività come commercio di bestiame e pesci, produzione di salumi e gestione di un'importante catena di negozi (tra cui il primo supermercato/gastronomia di Milano), fu l'ultima di quattro fratelli, Costante e Peppino, rispettivamente di 9 e 8 anni, e Alba, di 3 anni.
La sua infanzia fu decisamente caotica e difficile. Daniele era un padre autoritario e un lavoratore forsennato e Italia una partner in azienda fondamentale, ma anche terrorizzata dalle sue spese folli. Per questo e per il periodo di piena guerra, il ginecologo di Italia le consigliò di abortire; quest'ultima, fortemente cattolica, rifiutò ma dovette affidare la neonata alle cure di Rosa, una contadina di un borgo agricolo sul lago di Varese.
Mara fu praticamente dimenticata fin oltre la fine della guerra, quando nella primavera del 1919, a quasi tre anni, un autista andò a prenderla. Andò così ad abitare a Milano, in una casa davanti al Duomo, ma i familiari e i domestici erano per lei degli sconosciuti e fece di una scrivania il suo rifugio. Nei giorni seguenti riuscì a fuggire e a chiedere in dialetto varesotto di essere riportata da sua mamma, Rosa. Fu così che i familiari si convinsero a riportarla dalla balia (un gesto di "intelligenza amorosa", come lo descrisse Mara), stavolta accompagnata dalla sorellina Alba per un periodo di sei mesi, dopo il quale riuscirono finalmente a riportarla a casa.
Il clima familiare era comunque pesante. Daniele continuava a spendere le sue fortune, divenendo il primo allevatore europeo ad importare dagli USA un cavallo da trotto, che gli fece vincere nel 1936 a Parigi il prestigioso Grand Prix d'Amerique. All'interno della famiglia, i maltrattamenti si riversavano sui figli maschi che a loro volta si sfogavano sulle sorelle, dinnanzi all'impotenza di Italia.
Mara non poté che crescere come estranea, tanto nell'ambiente familiare che in quello sociale. Difatti, pur frequentando le scuole più in di Milano, agli occhi di tutte era pur sempre "la figlia del salumiere", tanto da spingerla verso una fuga abissale nello studio che le garantì tutti 9 e 10. Ma né questo né le diverse medaglie come Migliore Allieva della scuola suscitarono la partecipazione e il coinvolgimento dei genitori. I suoi voti brillanti e una spiccata memoria per i classici, le poesie e i canti le giovarono comunque l'ammirazione del corpo insegnanti e un legame profondo con un'altra "mamma": suor Marie. Una volta l'anno, inoltre, la sua balia Rosa andava a trovarla in città, portandole prodotti della campagna.
Gli studi condussero Mara fino alla laurea in Medicina, nel 1941. In quell'anno Italia si ammalò di tumore al seno e Mara non si staccò dal suo capezzale. Fu allora che la madre le confessò tutta la sua commozione per questo suo gesto, che sentiva di non meritare: in lacrime le chiese scusa per essere stata una madre così distante e poco attenta, promettendole che, dal cielo, avrebbe sempre potuto contare su di lei.
Nello stesso periodo il padre la presentava agli amici come "la mia avvocatessa": un padre ancora temuto, a cui tutta la famiglia si piegava. Mara era l'unica che riusciva ad opporsi, fino a gridargli “Sei scemo!” e a rischiare d'essere diseredata. Quando poi rimase solo, morta la moglie e distaccati i figli, Mara rimarrà ad osservarlo a distanza, per evitare che la sopraggiunta depressione gli potesse far commettere degli eccessi.
Nel 1947, a trent'anni, Mara instaurò la sua prima relazione importante sposandosi col Prof. Aldo Selvini, padre dei suoi tre figli (Michele, Anna e Matteo) e, incredibilmente, figlio di contadini e originario proprio delle sponde del lago di Varese. Sebbene da qualche anno Mara, ormai ragazza di classe, si fosse distaccata persino dalla balia Rosa, imbarazzata dalle sue umili origini, la nascita del primogenito le fece riallacciare i rapporti con lei e la sua famiglia.
Dal punto di vita professionale Mara ancora non si era affermata, anzi, forse dedicò i successivi dieci anni più a prendersi cura dei suoi figli che a interessarsi della sua carriera - sebbene il figlio Matteo precisò che ciò non doveva consegnare un'immagine idealizzata della madre, poiché anche lei, ad esempio, affidò a lungo i figli a una balia. Il marito, in compenso, sostenne fortemente la sua attività professionale e negli anni seguenti Mara completò la sua specializzazione psichiatrica e psicoanalitica sotto la guida del Prof. Gaetano Benedetti a Basilea ed entrò successivamente come docente all'Istituto di Psicologia dell'Università Cattolica di Milano.
Complice un testo fondamentale per la sua carriera e per la letteratura scientifica, L'anoressia mentale (ed. Feltrinelli, 1963), Mara venne riconosciuta come uno tra i più importanti studiosi sistemici e stabilì importanti legami professionali con clinici e ricercatori nazionali e internazionali. Tra questi, spiccò il legame amicale-professionale con gli psicoanalisti Luigi Boscolo, Gianfranco Cecchin e Giuliana Prata, divenendo noti in tutto il mondo come i quattro della Scuola di Milano (o Milan Approach). Fu con loro che, dopo un intenso studio della cibernetica, della pragmatica della comunicazione umana e della teoria dei Sistemi, e dopo un breve viaggio di Mara negli Stati Uniti, nel 1967 fondò il Centro per lo Studio della Famiglia, fino al 1971 composto anche da Severino Rusconi, Paolo Ferraresi, Simona Taccani e Gabriele Chistoni. Pioniera nello studio e nella terapia dell'anoressia mentale, si dedicò col Centro ad approfondirne le dinamiche famigliari e ad approfondire il campo delle famiglie a transazioni schizofreniche, pubblicando studi e ricerche all'avanguardia che raggiunsero il culmine con libri quali Paradosso e Controparadosso (ed. Feltrinelli, 1975). Le relazioni d'équipe furono fondamentali in questo: il gruppo credeva fortemente nella necessità di rimanere indipendente da sovvenzioni e pubbliche istituzioni, per evitare fenomeni di pressione che ne potessero disturbare il lavoro. Ciononostante, colleghi e studiosi chiedevano con insistenza al Centro di pubblicare i notevoli risultati dei loro studi.
A partire dal 1970, Mara introdusse, all'interno del suo corso di Psicoterapia presso la Scuola di specializzazione in Psicologia dell'Università Cattolica, l'insegnamento di Psicoterapia della Famiglia. La vita accademica e professionale le consentì così di stabilire molti contatti importanti, tra cui quelli con Dante Ghezzi, Carmela Martino, Milena Lerma da un lato e Luigi Anolli, Paola Di Blasio e Valeria Ugazio dall'altro.
Tuttavia, contrariamente agli inviti dei colleghi di continuare a dedicarsi alla docenza, agli inizi degli anni '80 Mara tornò a dedicarsi a tempo pieno alla pratica clinica. Nel 1982, assieme a Stefano Cirilo, Anna Maria Sorrentino e al figlio Matteo Selvini, fondò il Nuovo Centro per lo Studio della Famiglia. L'approccio passò da una modalità sistemico-olistica influenzata dall'approccio comunicazionale della Scuola di Palo Alto (e in particolare di Paul Watzlawick, con cui Mara aveva avuto diversi scambi professionali), a una sperimentazione più strettamente strategica, mostrata in un altro testo importante dal titolo I giochi psicotici nella famiglia (ed Raffaello Cortina, 1988); infine, sul finire della sua carriera, approdò a teorie e tecniche che integrarono le psicoterapie individuali con quelle familiari, i cui risultati furono esposti in Ragazze anoressiche e bulimiche (ed. Raffaello Cortina, 1998).
Con i membri del Nuovo Centro, infine, nel 1993 venne aperta la Scuola di Psicoterapia della Famiglia.
I suoi contributi e quelli della Scuola di Milano furono riconosciuti nella comunità psicologica mondiale, come mostrato dalle traduzioni dei suoi libri (in inglese, francese, spagnolo, tedesco, olandese, svedese e giapponese) e dalle numerose citazioni di autori sistemici e non. 
Nel 1986 la American Association for Marital and Family Therapy le conferì un premio come riconoscimento della sua attività di ricercatrice nel campo della terapia familiare.
In tutta Italia, ad opera del Nuovo Centro, sono stati aperti i Centri Mara Selvini per la cura dei disturbi anoressici e bulimici.

## Scritti
- Selvini Palazzoli, M., Boscolo, L., Cecchin, G., Prata, G. (1974). The treatment of children trough the brief therapy of their parents. In Family Process, vol. 13, n. 4, pp. 429–442.
- Selvini Palazzoli M., Cirillo, S., Ghezzi, D., et al. (1976). Il mago smagato. Milano: Feltrinelli.
- Selvini Palazzoli, M., Boscolo, L., Cecchin, G., Prata, G. (1977). La prima seduta di una terapia familiare sistemica. In Terapia Familiare, 2.
- Selvini Palazzoli, M., Boscolo, L., Cecchin, G., Prata, G. (1977). Family rituals. A powerful tool in family therapy. In Family Process, vol. 16, n. 4, pp. 445–453.
- Selvini Palazzoli, M., Boscolo, L., Cecchin, G., Prata, G. (1978). A ritualised prescription in family therapy: odd days and even days. In Journal of Marriage and Family Counselling, 4, pp. 3–9.
- Selvini Palazzoli, M., Boscolo, L., Cecchin, G., Prata, G. (1980). Ipotizzazione, circolarità, neutralità. In Terapia Familiare, 7.
- Selvini Palazzoli, M., Boscolo, L., Cecchin, G., Prata, G. (1988). Il problema dell'inviante in terapia familiare. In M. Selvini (a cura di), Cronaca di una ricerca. Roma: La Nuova Italia Scientifica.
- Selvini Palazzoli M., Cirillo S., Selvini M., Sorrentino A.M. (1988). I giochi psicotici nella famiglia. Milano: Raffaello Cortina.
- Selvini Palazzoli M. (1989). Sul fronte dell'organizzazione. Strategie e tattiche. Milano: Feltrinelli.
- Selvini Palazzoli M., Cirillo S., Selvini M., Sorrentino A.M. (1998). Ragazze anoressiche e bulimiche. La terapia familiare. Milano: Raffaello Cortina Editore.
- Selvini Palazzoli, M., Boscolo, L., Cecchin, G., Prata, G. (2003). Paradosso e controparadosso. Milano: Raffaello Cortina Editore.
- Selvini Palazzoli, M. (2006). L'anoressia mentale. Dalla terapia individuale alla terapia familiare. Milano: Raffaello Cortina Editore.